# Sven Knipphals
Sven Knipphals (ur. 20 września 1985 w Hanowerze) – niemiecki lekkoatleta specjalizujący się w biegach sprinterskich, olimpijczyk. Syn lekkoatlety Jensa Knipphalsa (brązowego medalisty halowych mistrzostw Europy z 1983 w skoku w dal).

## Kariera sportowa
Na arenie międzynarodowej odniósł następujące sukcesy:
| Rok  | Miejsce   | Zawody             | Konkurencja        | Pozycja       | Wynik |
| ---- | --------- | ------------------ | ------------------ | ------------- | ----- |
| 2013 | Moskwa    | mistrzostwa świata | sztafeta 4 × 100 m | 4. miejsce    | 38,04 |
| 2014 | Zurych    | mistrzostwa Europy | sztafeta 4 × 100 m | srebrny medal | 38,09 |
| 2015 | Pekin     | mistrzostwa świata | sztafeta 4 × 100 m | 4. miejsce    | 38,15 |
| 2016 | Amsterdam | mistrzostwa Europy | sztafeta 4 × 100 m | brązowy medal | 38,47 |

W 2016 r. uczestniczył w letnich igrzyskach olimpijskich w Rio de Janeiro – w eliminacyjnym biegu sztafetowym 4 × 100 m drużyna niemiecka zajęła 6. miejsce i nie awansowała do finału. 
Pięciokrotny medalista lekkoatletycznych mistrzostw Niemiec: na stadionie – w biegu na 100 metrów (2013 – brązowy) oraz w biegu na 200 metrów (2013 – srebrny, 2011 – brązowy), jak również w hali – w biegu na 200 metrów (2012 – srebrny, 2010 – brązowy).

## Rekordy życiowe
- stadion

- bieg na 100 m – 10,13 (6 czerwca 2015, Ratyzbona)
- bieg na 200 m – 20,48 (6 czerwca 2014, Mannheim)
- sztafeta 4 × 100 m – 38,04 (18 sierpnia 2013, Moskwa)

- hala

- bieg na 60 m – 6,72 (27 stycznia 2017, Erfurt)
- bieg na 200 m – 21,02 (26 lutego 2012, Karlsruhe)